# Peene (Kent)
Pour les articles homonymes, voir Peene.
Peene est une localité du Royaume-Uni située dans le comté du Kent, district de Folkestone and Hythe.
Le village est situé près du tunnel sous la Manche et a été relié au chemin de fer d'Elham Valley. Bien qu'aucune gare n'existait à Peene, le chemin de fer passait sur un pont sur la route menant au village. Le village abrite aujourd'hui le musée du chemin de fer d'Elham Valley qui est ouvert au public.

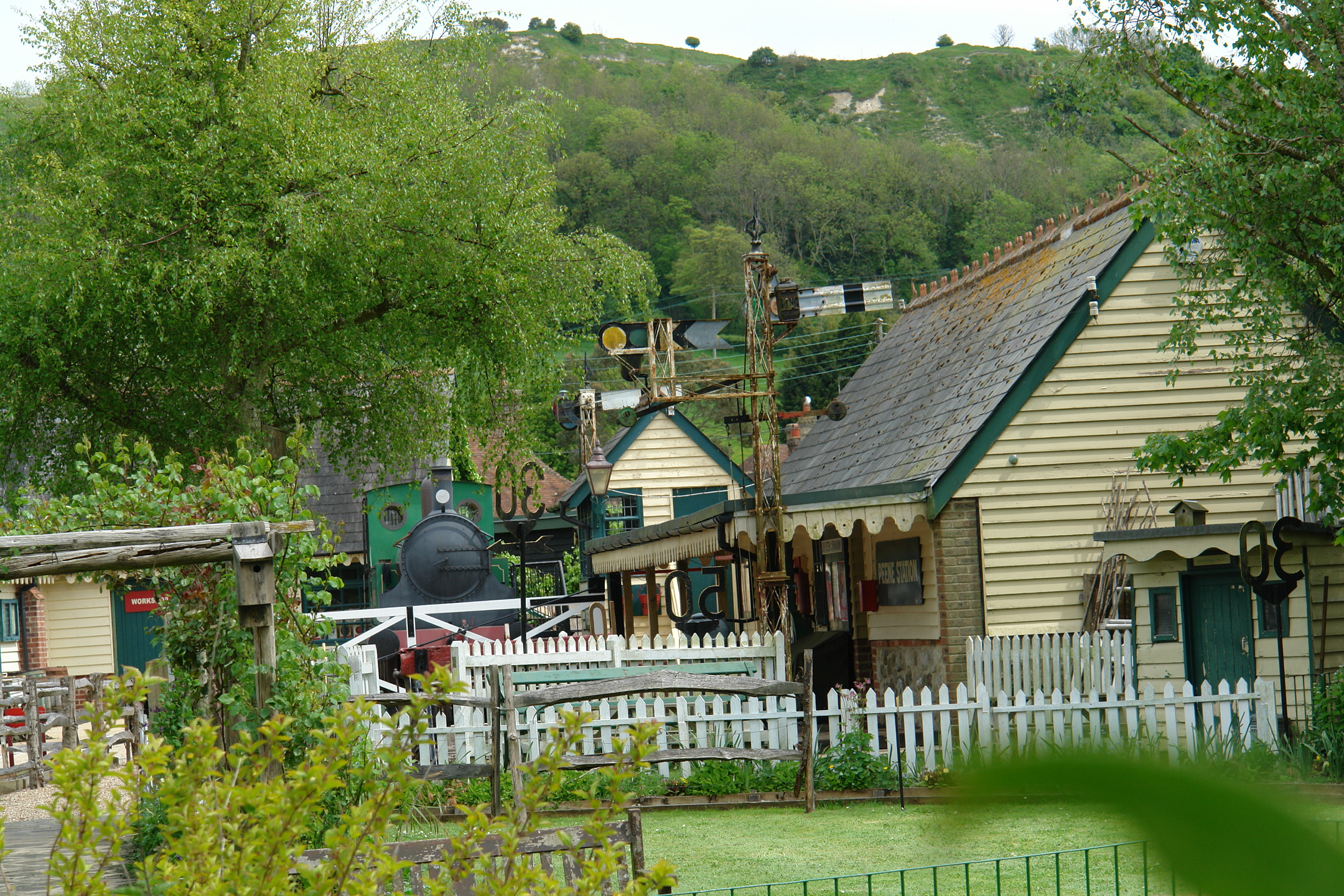
Peene Railway Museum.